# Кот Аду
Кот Аду (урд. كوٹ ادُّو) је град у Пакистану у покрајини Панџаб. Према процени из 2006. у граду је живело 108.244 становника.

## Становништво
Према процени, у граду је 2006. живело 108.244 становника.
| 1981.  | 1998.  | 2006.   |
| ------ | ------ | ------- |
| 37.810 | 79.054 | 108.244 |